# Department of Apocalyptic Affairs
Department of Apocalyptic Affairs – drugi album zespołu Fleurety, wydany w 2000 roku.

## Lista utworów
1. "Exterminators" – 6:50
2. "Face in a Fever" – 6:16
3. "Shotgun Blast" – 5:20
4. "Fingerprint" – 7:01
5. "Facets 2.0" – 5:14
6. "Last Minute Lies" – 7:54
7. "Barb Wire Smile (Snap Ant Version)" – 6:55
8. "Face in a Fever (Nordgaren Edit)" – 4:27

## Twórcy
- Alexander Nordgaren – gitara
- Svein Egil Hatlevik – perkusja, syntezator, śpiew
- Per Amund Solberg – gitara basowa

## Artyści występujący gościnnie
- Karianne Horn – śpiew (utwór 1., 4.)
- Maniac (Mayhem) – śpiew (utwór 3.)
- Heidi Gjermundsen – śpiew (utwór 5., 7.)
- Vilde Lockert – śpiew (utwór  6.)
- Kristoffer Rygg (Ulver) – śpiew (utwór 6.)
- Knut Magne Valle (Arcturus) – gitara (utwór 1.)
- Carl August Tidemann (Winds, Arcturus) – gitara (utwór 2., 4.)
- Hellhammer (Arcturus, Mayhem, Winds) – perkusja (utwór 1.)
- Einar Sjursø (Virus, Ved Buens Ende) – perkusja (utwór 2.)
- Carl-Michael Eide, (Aura Noir, Dødheimsgard, Ulver) – perkusja (utwór 5.)
- Mari Solberg – saksofon (utwór 1., 2., 5., 7.)
- Steinar "Sverd" Johnsen (Arcturus) – syntezator (utwór 2.)
- Tore Ylwizaker(Ulver) – syntezator, programowanie (utwór 3., 4.)
- James Morgan – programowanie (utwór 7.)